# Mária Frank
Mária Frank (hongarès: Frank Mária)  (Zrenjanin, 8 de setembre de 1943 - Eger, 20 de novembre de 1992) és una nedadora hongaresa, ja retirada, que va competir durant la dècada de 1960.
En el seu palmarès destaca una medalla de bronze en la cursa dels 4×100 metres lliures del Campionat d'Europa de natació de 1962, així com dues medalles de plata a les Universíades.
El 1960 va prendre part en els Jocs Olímpics d'Estiu de Roma, on disputà dues proves del programa de natació. Fou quarta en els 4x100 metres lliures, mentre en els 400 metres lliures quedà eliminada en sèries. Quatre anys més tard, als Jocs de Tòquio, repetí la quarta posició en els 4x100 metres lliures.
El 1964 es va retirar de la natació i més tard es va convertir en una reconeguda pediatra. Després de la seva prematura mort, el 1992, el seu marit, el doctor Renn Oscar, va ajudar a crear el Premi Mária Frank pels èxits en la curació infantil.